# Kapsa dolka
Kapsa dolka är en insektsart som beskrevs av Irena Dworakowska 1979. Kapsa dolka ingår i släktet Kapsa och familjen dvärgstritar.
Artens utbredningsområde är Vietnam. Inga underarter finns listade i Catalogue of Life.